# Виктор Дамаски
Свети Виктор Дамаски је хришћански мученик и светитељ. Живео је у време римског цара Антонина. Био је родом из Италије и служио је у царевој војсци. Страдао је у време прогона хришћана због сведочења вере у Исуса Христа и одбијања да принесе жртве идолима. 
Након тешког мучења бачен је у ужарену пећ, у којој је провео три дана жив и неповређен. Након тога је појео отровано месо, и то му није нашкодило. Затим је бачен у врело уље где је, такође остао неповређен. После тога обешен је на дрвету и а тело су му свећама опаљивали. 
Војници који су му изболи очи и обесили га да наглавачке лежи три дана, ослепели су. Када су му након тога одрали кожу, супруга једнога војника Стефанида, хришћанка по вери, која је дошла да гледа светитељево страдање, видела је два дивна венца како силазе с неба и спуштају се на главу светог мученика Виктора а други на њену главу. Видевши то, она поче громогласно величати светог мученика.
Виктор и Стефанида су након тога обоје погубљени. То приликом је велики број људи из Дамаска и околине примио хришћанство.
Православна црква прославља Светог Виктора заједно са Стефанидом 11. новембра.
Напомена: Овај чланак, или један његов део, изворно је преузет из Охридског пролога Николаја Велимировића.